# Nyctibatrachidae
Nyctibatrachidae is een familie van kikkers (Anura). De groep werd voor het eerst wetenschappelijk beschreven door Rose Marie Antoinette Blommers-Schlösser in 1993. Oorspronkelijk werd de wetenschappelijke naam Lankanectinae gebruikt.
Er is nog geen Nederlandse naam voor deze familie. De verschillende soorten behoorden vroeger tot de familie echte kikkers (Ranidae).
Er zijn 28 soorten in twee geslachten. Alle soorten leven in delen van Azië en komen voor in de landen India en Sri Lanka.

## Taxonomie
Familie Nyctibatrachidae
- Geslacht Lankanectes
- Geslacht Nyctibatrachus

Allophrynidae · 
Alsodidae · 
Alytidae · 
Aromobatidae · 
Arthroleptidae · 
Myobatrachidae · 
Batrachylidae · 
Blaasoppies · 
Bombinatoridae · 
Boomkikkers · 
Brachycephalidae · 
Calyptocephalellidae · 
Ceratobatrachidae · 
Ceratophryidae · 
Conrauidae · 
Craugastoridae · 
Cycloramphidae · 
Dicroglossidae · 
Echte kikkers · 
Eleutherodactylidae · 
Fluitkikkers · 
Glaskikkers · 
Gouden kikkers · 
Graafkikkers · 
Hemiphractidae · 
Hylodidae · 
Knoflookpadden · 
Limnodynastidae · 
Megophryidae · 
Mexicaanse gravende padden · 
Micrixalidae · 
Microhylidae · 
Nasikabatrachidae · 
Nieuw-Zeelandse oerkikkers · 
Nyctibatrachidae · 
Odontobatrachidae · 
Odontophrynidae · 
Padden · 
Pelodytidae · 
Petropedetidae · 
Phrynobatrachidae · 
Pijlgifkikkers · 
Ptychadenidae · 
Pyxicephalidae · 
Ranixalidae · 
Rhinodermatidae · 
Rietkikkers · 
Scaphiopodidae · 
Schuimnestboomkikkers · 
Seychellenkikkers · 
Spookkikkers · 
Staartkikkers · 
Telmatobiidae · 
Tongloze kikkers